# Loor al profeta

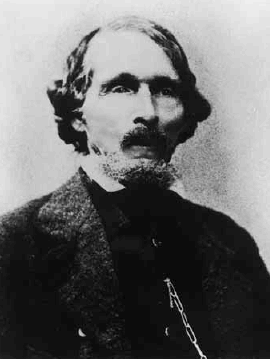
William W. Phelps, autor de "Praise to the Man".

Loor al Profeta (en inglés Praise to the Man, titulado originalmente Joseph Smith) fue un poema escrito como tributo a José Smith por el líder mormón y compositor de himnos W. W. Phelps. El poema fue redactado luego de la muerte de José Smith, y más tarde musicalizado y adaptado como himno de La Iglesia de Jesucristo de los Santos de los Últimos Días. Fue publicado por primera vez anónimamente en el periódico mormón Times and Seasons en agosto de 1844, aproximadamente un mes luego del asesinato de Smith. El himno se sigue utilizando dentro de la Iglesia actualmente y corresponde al himno número 15 del himnario hispano de La Iglesia de Jesucristo de los Santos de los Últimos Días.

## Origen
William Wines Phelps, autor del himno, se involucró en el Movimiento de los Santos de los Últimos Días durante su permanencia en Kirtland, Ohio, y posteriormente sirvió como líder en Misuri antes de salir de la iglesia debido a asuntos financieros sin resolver e insatisfacción personal. Declarándose a sí mismo un enemigo del profeta mormón, Phelps se ofreció a testificar en contra de Smith en un juicio convocado en Misuri por intento de traición al estado en el cual Smith era el principal implicado. Sin embargo, nunca se llevó a cabo el procedimiento, y a Smith y sus compañeros se les permitió escapar al asilo mormón recién establecido en Nauvoo, Illinois, en 1839.
Dos años más tarde, Phelps experimentó un cambio de actitud hacia Smith y le escribió una carta arrepentido, pidiendo perdón y la oportunidad de reunirse con los Santos en Illinois. En respuesta, Smith le ofreció su perdón completo y un regreso a la comunidad sin mayores consecuencias. Phelps se sintió profundamente conmovido por ese cambio y a su regreso se convirtió en un entusiasta y dedicado discípulo de José Smith. Tras el asesinato de José Smith en junio de 1844, Phelps fue invitado a hablar a su funeral. Seguido a ello, en agosto del mismo año, publica su poema Joseph Smith, el que llegaría a convertirse en un popular himno mormón.

## Cambios
Una parte del texto original de la segunda estrofa decía: "Larga su sangre, derramada por asesinos, / mancha Illinois, mientras la tierra alaba su fama." En 1927, de conformidad con su política de "buena convivencia", la iglesia cambió oficialmente las palabras "mancha Illinois" a "clama al cielo".

## Melodía
Inicialmente Phelps sugirió "Star in the East" como melodía del himno, la que probablemente sea la misma melodía "Star in the East" de Southern Harmony.
El actual himnario mormón usa una melodía basada en "Scotland the Brave", en honor a la ascendencia escocesa de Phelps. La melodía se ha modificado para que coincida con el número de sílabas del texto.